# 查爾斯·P·金德伯格
查爾斯·P·金德伯格（英語：Charles Poor "Charlie" Kindleberger，1910年10月12日—2003年7月7日），是美国经济史学家。金德伯格以其發展的霸权稳定论而闻名。 該理論主張需要一個霸权国家來维持稳定的国际货币体系。

## 生涯

### 早年
1910年10月12日，金德伯格出生于美國纽约。1928年，毕业于肯特中學。1932年，毕业于宾夕法尼亚大学。1937年，獲得哥伦比亚大学的博士學位。

### 公務生涯

#### 金融
在撰写论文期间，金德柏格在亨利‧懷特指导下受雇於美国财政部的国际部门做臨時工。随后，金德柏格進入紐约联邦储备银行（1936-1939）工作；稍後陸續任職於瑞士的国际清算银行（1939-1940）、联邦储备系统理事会（1940-1942）。二战期间，金德柏格服務於战略情報局(OSS) 。1945年至1947年年間，金德柏格担任美国国务院德国和奥地利经济事务司司长。 

#### 马歇尔计划
金德柏格在馬歇尔计划發揮重大作用。1945至1947年間，金德柏格同時在国务院担任经济安全政策办公室代理主任。1947至48年年間，短暂担任馬歇爾計畫的顾问。 因在亨利‧懷特底下工作，金德柏格在1950年代捲入懷特的通共疑雲，受到監聽。 

### 学术生涯
1948年后，金德伯格在麻省理工学院任教，教授国际经济学。 1976 年退休，但金德柏格繼續擔任講師，直到1981年。  此外，参加了美國外交关系委员会的工作小组。

### 去世
2003年7月7日在马萨诸塞州剑桥市死于中风。

## 霸权稳定论
傳統現實主義者多認為均勢才是穩定的國際體系狀況，但金德伯格認為國際體系的穩定仰賴霸權制定和執行體系的規則，此為霸權穩定論。